# Alfred Jules-Julien
Pour les articles homonymes, voir Jules-Julien.
Alfred Jules-Julien, né le 29 septembre 1882 à Avignon (Vaucluse) et mort le 8 janvier 1977 à Lyon (Rhône), est un avocat et homme politique français.

## Biographie

### Jeunesse et études
Alfred Jules-Julien naît à Avignon. Il part à Marseille afin d'effectuer ses études secondaires au lycée Thiers. Une fois le baccalauréat obtenu, il suit une licence de droit à l'université de Lyon. Il est titulaire d'un doctorat en droit après avoir soutenu une thèse sur la publication des décisions pénales. 

### Parcours professionnel et politique
Après sa thèse, il s'inscrit en 1904 au barreau de Lyon. Il y exerce pendant de nombreuses années. Il est secrétaire de bâtonnier lors de ses premières années. Jules-Julien se trouve à la barre dans plusieurs affaires médiatisées.
Il entre en politique au début des années 1930, en se présentant à l'élection législative partielle provoquée par le décès de Victor Augagneur.
Elu dès le premier tour député du Rhône, membre du groupe radical, il est réélu, toujours au premier tour, lors des législatives de 1932.
Nommé sous-secrétaire d'Etat à l'enseignement technique en janvier 1936, il est réélu député lors des législatives du printemps et conserve ses fonctions ministérielles sous le gouvernement du Front populaire, puis dans les gouvernements menés par Camille Chautemps.
Pendant ces trois années, il tente de développer l'enseignement technique, mais se heurte aux contraintes budgétaires.
Lorsque Edouard Daladier prend la tête du gouvernement, en avril 1938, Alfred Jules-Julien devient ministre de plein exercice, avec le portefeuille de s PTT, qu'il conserve jusqu'à la fin de la IIIe République. Il doit faire face aux nombreux problèmes posés par le développement de la radio, qu'il gère avec quelques difficultés, jusqu'à ce que ce domaine soit retiré de ses attributions, en 1939, pour passer sous l'autorité directe du président du conseil.
En juin 1940, il s'oppose à la politique de capitulation. Il se prononce contre la demande d'armistice et ne vote pas les pleins pouvoirs à Philippe Pétain.
Il ne franchit cependant pas le pas de la Résistance et reste en retrait pendant toute la période de l'Occupation.
A la Libération, il revient dans la vie publique. Dans le sillage d'Edouard Herriot, il est élu maire-adjoint de Lyon, fonction qu'il avait déjà occupée avant guerre. S'il ne se présente pas au scrutin législatif de 1945, il est second sur la liste menée par le maire de Lyon à celle de juin 1946, et retrouve un siège de député.
A l'assemblée, il se fait porte-parole des intérêts de l'artisanat, et s'implique particulièrement dans les discussions relatives à la mise en place du Conseil économique et social.
Opposé, comme l'ensemble des radicaux, au projet constitutionnel pourtant adopté par referendum, il est de nouveau candidat aux législatives de novembre 1946, dans les mêmes circonstances qu'en juin, et est réélu.
En 1948, il est nommé secrétaire d'Etat au commerce dans le gouvernement d'Henri Queuille, fonction qu'il conserve jusqu'en octobre 1949.
Réélu député en 1951, dans les mêmes conditions que lors des scrutins précédents, il est élu vice-président de l'Assemblée nationale.
Rapporteur pour avis, en décembre 1951, de la loi ratifiant la création de la CECA, il se prononce favorablement à son adoption. Il en sera de même l'année suivante pour ce qui concerne la création du Bureau de recherches géologiques et minières.
Sa carrière politique s'achève cependant en 1956, lorsqu'il perd son mandat de député.

## Fonctions gouvernementales
- Sous-secrétaire d'État de l'Enseignement technique du gouvernement Albert Sarraut (2) (du 24 janvier 1936 au 4 juin 1936)
- Sous-secrétaire d'État de l'Enseignement technique du gouvernement Léon Blum (1) (du 4 juin 1936 au 21 juin 1937)
- Sous-secrétaire d'État de l'Enseignement technique du gouvernement Camille Chautemps (3) (du 29 juin 1937 au 14 janvier 1938)
- Sous-secrétaire d'État de l'Enseignement technique du gouvernement Camille Chautemps (4) (du 18 janvier 1938 au 10 mars 1938)
- Sous-secrétaire d'État de l'Enseignement technique du gouvernement Léon Blum (2) (du 13 mars 1938 au 8 avril 1938)
- Ministre des Postes, Télégraphe, Téléphone et Transmissions du gouvernement Édouard Daladier (3) (du 12 avril 1938 au 11 mai 1939)
- Ministre des Postes, Télégraphe, Téléphone et Transmissions du gouvernement Édouard Daladier (4) (du 11 mai au 30 septembre 1939)
- Ministre des Postes, Télégraphe, Téléphone et Transmissions du gouvernement Édouard Daladier (5) (du 13 septembre 1939 au 20 mars 1940)
- Ministre des Postes, Télégraphe, Téléphone et Transmissions du gouvernement Paul Reynaud (du 21 mars au 16 juin 1940)
- Secrétaire d'État au Commerce du gouvernement Henri Queuille (1) (du 11 septembre 1948 au 5 octobre 1949)

## Autres mandats
- Député (radical) du Rhône (1931-1942, 1946-1955).